# Aleksej Petrovitj Jermolov

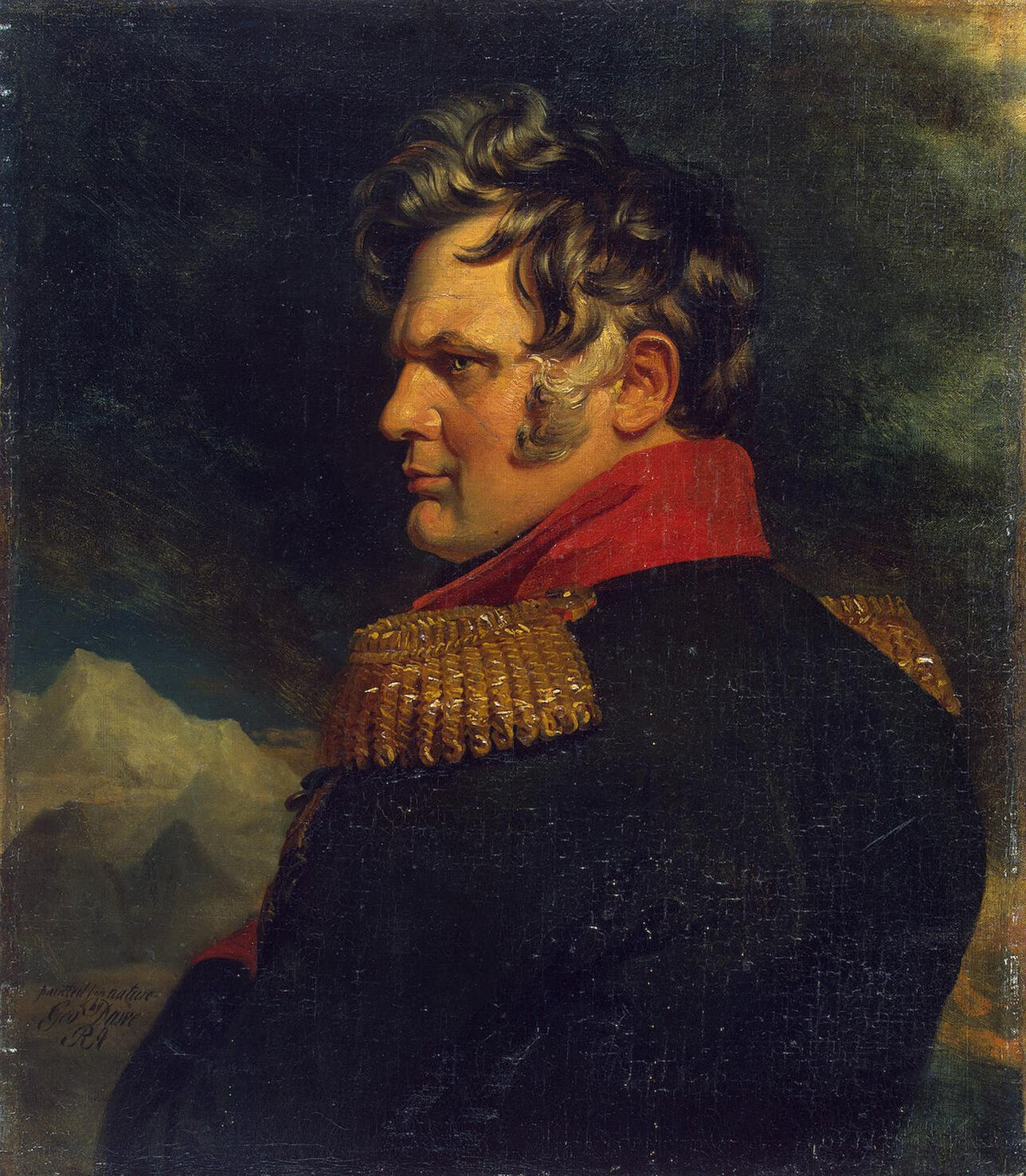
Alexej Petrovitj Jermolov.

Aleksej Petrovitj Jermolov, född den 24 maj 1776, död den 11 april 1861, var en rysk general.
Jermolov deltog i 1805-07 års fälttåg mot fransmännen, anförde 1812 en gardesbrigad
och befordrades under 1813-14 års stora strid mot Napoleon I till generallöjtnant. 
1817 utnämndes han till generalguvernör över de transkaukasiska provinserna. Där sökte han införa europeisk kultur, på samma gång som han segerrikt försvarade det ryska väldet mot persernas anfall (1826) och tuktade tjetjenerna (1827). 
Plötsligt råkade han i onåd och avsattes, varefter han i Moskva levde sysselsatt med vetenskapliga studier. För en kort tid övertog han 1853 befälet över guvernementet Moskvas milis. 
Utdrag ur hans memoarer utgavs 1863 av Pogodin, hans anteckningar över 1812 års fälttåg av hans son (samma år).